# Musicasión 4 ½
Musicasión 4 ½ es un disco colectivo, con participación de varios artistas uruguayos. Fue editado en julio de 1971 por el sello De la Planta, aunque las grabaciones fueron hechas entre octubre de 1966 y agosto de 1969.

## Las Musicasiones
En 1969 Horacio Buscaglia y Eduardo Mateo decidieron armar un espectáculo musical para difundir su música, que carecía de difusión en los medios. Así surge el espectáculo llamado Musicasión.
La primera función se realizó el 21 de junio de 1969. Pese a que ningún diario informó del hecho, había 350 personas, en su mayoría músicos, para presenciar el show. Se realizaron en julio dos funciones de Musicasión 2, ocasión en la que se escuchó por primera vez la canción Las manzanas de Rubén Rada. Musicasión 3 tuvo cuatro funciones en octubre y Musicasión 4 tuvo siete en noviembre de 1969. Todos los espectáculos se realizaron en el Teatro El Galpón.
Si bien los protagonistas principales de estos espectáculos fueron el grupo El Kinto y Horacio Buscaglia, diversos artistas participaron de los mismos, incluyendo a los músicos Ruben Rada, Manolo Guardia, Federico García Vigil, Diane Denoir, Yair Flores, Cheché Santos y Dino, además del actor Pepe Vázquez. Los shows incluyeron música tan diversa como candombe, rock, tango, jazz y bossa nova; habiendo también recitados (los famosos «mojos» de Buscaglia) y actuaciones teatrales. Pese a que existía un guion, gran parte de los espectáculos eran improvisados.

## El disco
A fines de la década de 1960 en el programa Discodromo se realizaban actuaciones «en vivo» de varios artistas uruguayos. En realidad la música que sonaba no era interpretada en ese momento, sino que se hacía previamente una grabación en los estudios de Sondor y los músicos hacían playback en el programa. Carlos Píriz era uno de los técnicos de sonido y tuvo la idea de guardar algunas de esas grabaciones, entre ellas varias de El Kinto.
En mayo de 1971 Píriz tomó parte de ese material para armar una recopilación. Lo único grabado especialmente fueron los «mojos» (recitados) de Buscaglia. El disco resultante busca recrear el espíritu de las «Musicasiones», incluso con textos de Buscaglia y Píriz en la contratapa haciendo referencia a dichos espectáculos.
Además de los temas de El Kinto y los «mojos» de Buscaglia aparecen en el disco: una grabación de Diane Denoir con Eduardo Mateo (Mejor me voy), una de Mateo y Reinaldo (De mi pueblo) y dos temas cantados por Verónica Indart de un frustrado disco a dúo entre Mateo y Buscaglia (Margaritas rojas y Hombre).
El disco fue reeditado en LP por el sello Clave en 1977, cambiando los «mojos» por otros menos politizados (en 1977 se vivía una dictadura cívico-militar en Uruguay). Esa misma versión fue reeditada por Sondor en 1983 en LP y casete y por Posdata-Sondor en 1998.

## Recepción
Gracias al lanzamiento de este disco en julio de 1971, El Kinto (grupo ya desarmado) comienza a ser conocido por un núcleo mucho mayor de gente. Se convierte en referencia para varios músicos argentinos y uruguayos de la época.
El disco vendió muy bien. Según los cálculos de Carlos Píriz (no hay datos oficiales) se deben haber vendido más de tres mil copias en los primeros seis meses.
Las críticas de los periódicos uruguayos fueron unánimes en destacar al disco, y con él a El Kinto como uno de los grupos más importantes en la historia de la música nacional.

## Lista de canciones
Lado A
| # | Título                                   | Autor             | Intérprete                |
| - | ---------------------------------------- | ----------------- | ------------------------- |
| 1 | «Suena blanca espuma»                    | Walter Cambón     | El Kinto                  |
| 2 | «Mejor me voy»                           | Eduardo Mateo     | Diane Denoir y Ruben Rada |
| 3 | «Mejor me voy»                           | Eduardo Mateo     | El Kinto                  |
| 4 | «Música de la película del mismo nombre» | Eduardo Mateo     | El Kinto y Chango         |
| 5 | «Musicasión III»                         | Urbano Moraes     | Urbano Moraes             |
| 6 | «Muy lejos te vas»                       | Ruben Rada        | El Kinto                  |
| 7 | «Sueño de una noche de mermelada»        | Horacio Buscaglia | Horacio Buscaglia         |
| 8 | «Si te vas de mi pueblo»                 | Eduardo Mateo     | Eduardo Mateo y Reinaldo  |

Lado B
| # | Título                                              | Autor                             | Intérprete                      |
| - | --------------------------------------------------- | --------------------------------- | ------------------------------- |
| 1 | «Príncipe azul»                                     | Eduardo Mateo y Horacio Buscaglia | El Kinto                        |
| 2 | «Margaritas rojas»                                  | Eduardo Mateo y Horacio Buscaglia | Eduardo Mateo                   |
| 3 | «Yo volveré por ti»                                 | Urbano Moraes                     | El Kinto                        |
| 4 | «Fábula moderna para ser cantada y no olvidada ...» | Horacio Buscaglia                 | Horacio Buscaglia               |
| 5 | «Hombre»                                            | Eduardo Mateo y Horacio Buscaglia | Verónica Indart y Eduardo Mateo |
| 6 | «Pippo»                                             | Pippo Spera y Eduardo Mateo       | El Kinto                        |